# L-天冬氨酸-4-半醛
L-天冬氨酸-4-半醛是一种天冬氨酸衍生物，化学式为C4H7NO3，是一些植物和细菌的天冬氨酸氨基酸合成的中间产物。